# Belgischer Dioxin-Skandal
Als Belgischer Dioxin-Skandal oder Chicken-Gate wird der 1999 aufgedeckte Skandal um Dioxin- und PCB-belastetes Futterfett aus Belgien bezeichnet, der durch Geflügelerkrankungen in Mastbetrieben auffiel.

## Historie

### Vorgeschichte
Bereits aus den als Chick Edema Desease bekannten Vorfällen mit kontaminierten Futtermitteln, die 1957 und 1960 in den USA zum Keulen hunderttausender Nutztiere wie Hühnern und Rindern führte, war bekannt, dass durch Beimengung von PCP- und PCB-verunreinigten Fetten und Ölen in Futterfette Dioxine und Furane entstehen, die zu schweren Krankheiten und Missbildungen der gefütterten Nutztiere führen und in die menschliche Nahrungskette eingetragen werden.

### Vorfall in Belgien
Die belgische Fettrecyclingfirma Verkest lieferte in der ersten Jahreshälfte 1999 Dioxin- und PCB-verseuchte Fettsäuren an Futtermittelhersteller in mehreren europäischen Ländern. Das Dioxin entstand unter anderem beim Erhitzen verunreinigter Vormaterialien: Neben Abfällen aus kommunaler Entsorgung wurde auch PCB-haltiges Altöl redestilliert. Auffällig wurde die Dioxin-Kontamination wie bei den Vorfällen in den USA durch die Ausbildung von Geflügelerkrankungen und -missbildungen in belgischen Mastbetrieben – eine lückenlose Schadstoffüberwachung der Futtermittel fand bis dahin nicht statt. Am 27. Mai 1999 gab es erste Presseberichte, dass in einigen Mastbetrieben Westflanderns Dioxin-verunreinigtes Geflügelfleisch gefunden worden war. Die Meldungen wurden durch den Landwirtschaftsminister Karel Pinxten bestätigt. Am Folgetag erklärte der Minister für Öffentliche Gesundheit Marcel Colla zunächst, dass kein Grund für Panik bestünde, wies aber im Laufe des Tages alle Lebensmittelgeschäfte an, Geflügelprodukte und Eier aus den Verkaufsregalen zu nehmen. Die belgische Regierung informierte pflichtgemäß über das Rapid Exchange of Information System alle anderen europäischen Regierungen über die Kontaminationen. Als Reaktion auf die Dioxinbelastung verhängten mehrere Länder Importstopps für belgische Fleisch- und teilweise auch Milchprodukte. 
Am Wochenende des 29./30. Mai 1999 entwickelte sich der Lebensmittelskandal zum politischen Skandal. Die Oppositionsparteien im belgischen Parlament forderten den Rücktritt der beiden Minister Colla und Pinxten. Beide Minister erklärten, dass sie von den Verunreinigungen erst am 26. Mai 1999 erfahren hätten. In den folgenden Tagen wurde jedoch klar, dass beide schon am 26. bzw. 27. April 1999 darüber informiert worden waren. Der Vorsitzende der oppositionellen flämischen Liberalen VLD Guy Verhofstadt präsentierte der Öffentlichkeit einen Bericht, der belegte, dass die Minister bereits zu den genannten Zeitpunkten informiert wurden. Am 1. Juni 1999 gab Premierminister Jean-Luc Dehaene den Rücktritt der beiden Minister bekannt.
Eine indirekte Folge des Lebensmittelskandals war, dass die grünen Parteien Ecolo und Agalev bei den am 13. Juni 1999 abgehaltenen Wahlen in Wallonien, Flandern, der Region Brüssel-Hauptstadt, bei der Europawahl und bei der gesamtbelgischen Parlamentswahl starke Stimmengewinne erzielen konnten.
Um solche Ereignisse in Zukunft zu verhindern, wurde in Belgien im Jahr 2000 die Federal Agency for the Safety of the Food Chain (FASFC) und auf europäischer Ebene 2002 die Europäische Behörde für Lebensmittelsicherheit (EFSA) gegründet.